# Numa Marzocchi de Bellucci

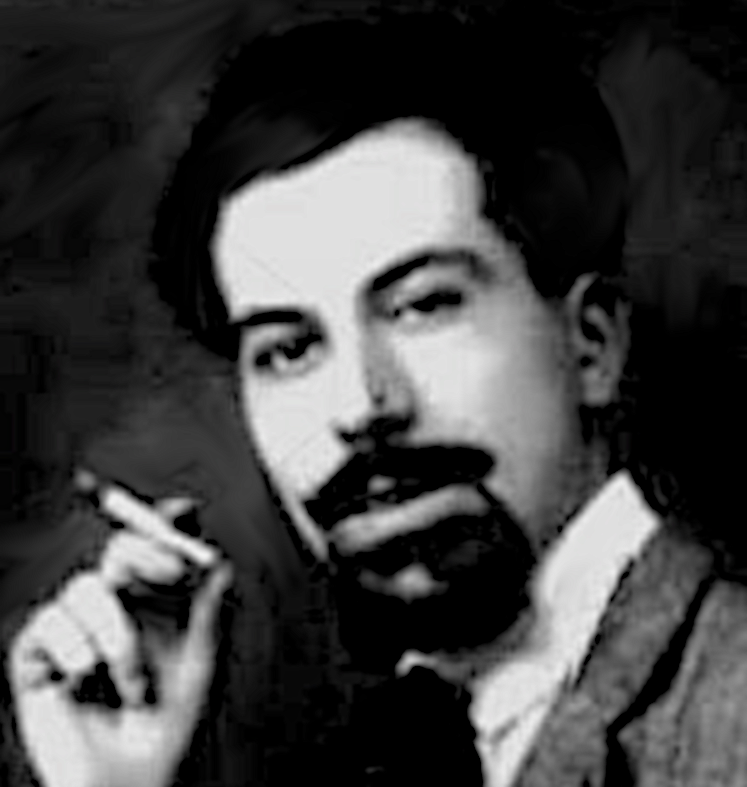
Numa Marzocchi de Bellucci

Numa Marzocchi de Bellucci (* 31. Januar 1846 in Paris; † 25. August 1930 in Jaunay-Clan, Département Vienne) war ein französischer Maler des Orientalismus. 

## Leben
Numa Marzocchi de Bellucci war ein Sohn des aus Italien stammenden Malers Tito Marzocchi de Bellucci, von dem er auch seinen ersten künstlerischen Unterricht erhielt. Durch seine Mutter war er weitläufig mit dem Ingenieur Gustave Eiffel verwandt. 
Marzocchi de Bellucci besuchte die École des Beaux-Arts in seiner Heimatstadt und wurde dort unter anderem Schüler von Alexandre Cabanel. durch dessen Unterstützung wurde er bereits 1878 zur großen Ausstellung des Salon de Paris zugelassen.  
Zu Beginn des Kriegs 1870/71 meldete er sich freiwillig zur Armee. Nach Kriegsende kehrte er wieder nach Paris zurück und ließ sich als freischaffender Maler nieder. Er unternahm einige Studienreisen, unter anderem 1876 nach Nordafrika, 1876 heiratete er in Algier Alexandrine Lucile Esquier und hatte mit ihr sechs Kinder. 
Ab 1907 unterhielt Marzocchi de Bellucci im 18. Arrondissement (Rue Caulaincourt) ein großes Atelier. Nach dem Ersten Weltkrieg zog er sich nach Jaunay-Clan zurück, wo er 1930 mit beinahe 85 Jahren starb. 

## Werke (Auswahl)
- Porträt von Gustave Eiffel
- La Halte du cavalier.

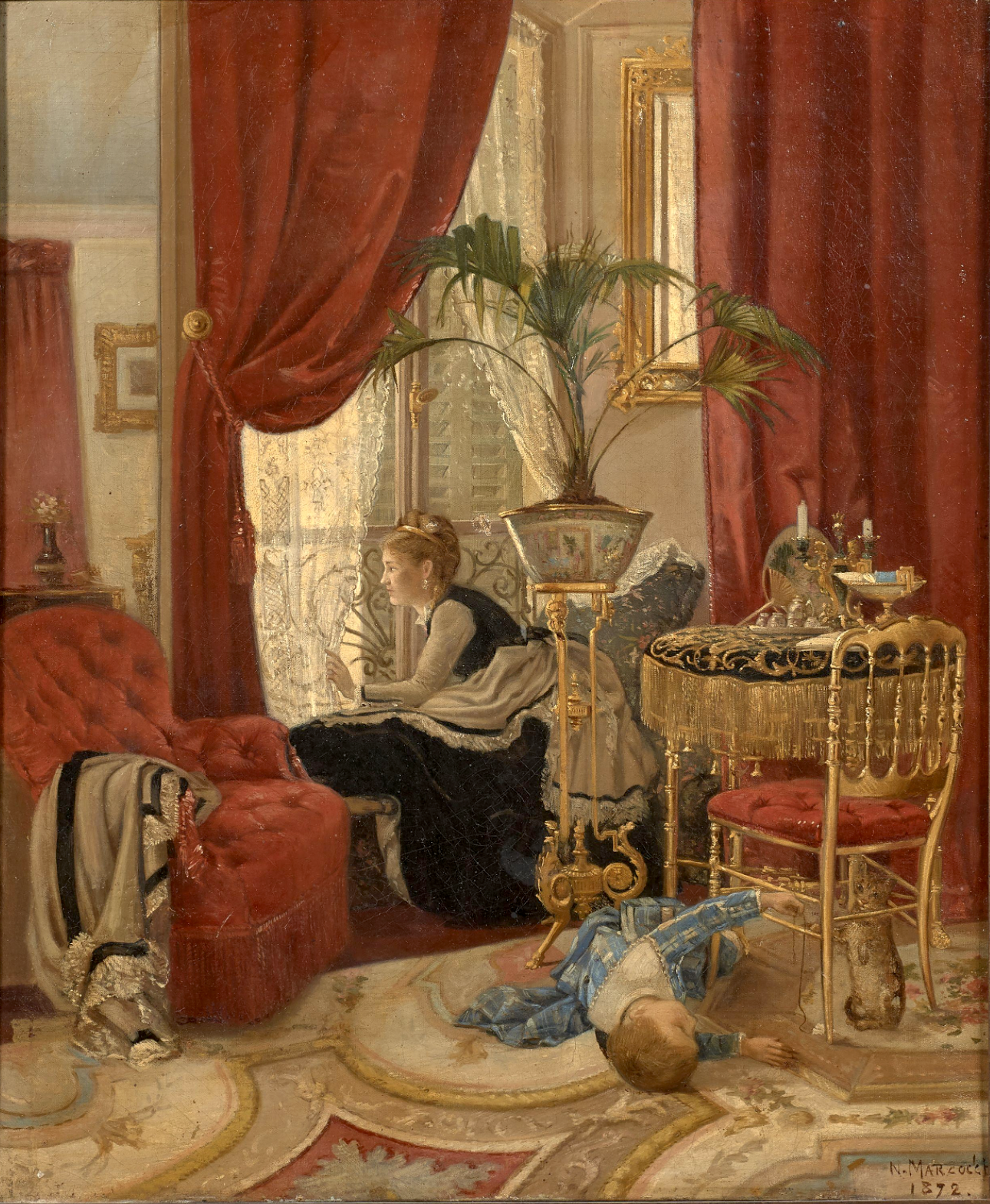
L'attente von Numa Marzocchi de Bellucci (1872, private Sammlung)

- La leçon du Coran devant la mosquée.
- Paysage à la chaumière.
- Port d’Alger.
- Rassemblement pour la fête sous les arbres.
- Vierge à l’enfant.
- Tente berbère.
- Les Porteurs ’'eau en Afrique de Nord.

## Schriften
- La fresque. Moyen de rentoiler sa fresque. Rapilly, Paris 1925.